# 金子明雄
金子 明雄（かねこ あきお、1960年 - ）は日本の文学者。立教大学文学部教授。専攻は日本近代文学、各国文学・文学論。埼玉県日高市出身。

## 経歴
- 1983年　立教大学社会学部社会学科卒業
- 1991年　立教大学文学研究科博士課程単位取得満期退学（近代日本文学）
- 1991年　流通経済大学専任講師
- 1994年　流通経済大学助教授
- 1999年　日本大学文理学部助教授
- 2000年　日本大学文理学部教授
- 2005年　立教大学文学部教授
- 2023年　立教大学文学部長

## 共編著
- 『現代文章講座 ことばの森を駆けぬける』改訂版　近藤裕子、関礼子、戸塚隆子共著　世織書房 1999
- 『ディスクールの帝国 明治三〇年代の文化研究』高橋修,吉田司雄共編　新曜社　2000
- 『コレクション・モダン都市文化 第24巻　歌舞伎座』編　ゆまに書房　2006
- 中川成美、石原千秋、千野帽子、清水良典、金子明雄、青木亮人、飯田祐子、明里千章他 著、日本近代文学会関西支部 編『村上春樹と小説の現在』和泉書院、2011年3月10日。ISBN 978-4757605824。
- 石川巧、飯田祐子、小平麻衣子、金子明雄、日比嘉高 編『文学研究の扉をひらく―基礎と発展』ひつじ書房、2023年2月6日。ISBN 978-4823411366。